# Autostrada RA3 (Włochy)
Autostrada RA03 (wł. Raccordo Autostradale RA03, Autopalio) – połączenie autostradowe w środkowych Włoszech. Trasa łączy stolicę Toskanii Florencję ze Sieną. Autostrada ma 56 km długości. Na całej trasie obowiązuje ograniczenie prędkości do 90km/h. Przedłużeniem arterii jest obwodnica Sieny.